# Концептуальная модель
Концептуа́льная моде́ль (англ. conceptual model) — это модель, представленная множеством понятий и связей между ними, определяющих смысловую структуру рассматриваемой предметной области или её конкретного объекта.
Концептуальная модель — модель предметной области, состоящей из перечня взаимосвязанных понятий, используемых для описания этой области, вместе со свойствами и характеристиками, классификацией этих понятий, по типам, ситуациям, признакам в данной области и законов протекания процессов в ней. (Толковый словарь по искусственному интеллекту)
Концептуальная (содержательная) модель — это абстрактная модель, определяющая структуру моделируемой системы, свойства её элементов и причинно-следственные связи, присущие системе и существенные для достижения цели моделирования.
Концептуальная модель относится к моделям, которые формируются после процесса концептуализации или обобщения. Концептуальные модели часто являются абстракциями вещей в реальном мире. Для различных этапов формирования концепта актуальны семантические исследования. Семантика — это понятие, значение, которое мыслящие существа придают различным элементам своего опыта.

## Общая характеристика
Можно провести различие между тем, что такое модели и из чего они сделаны. За исключением символических моделей, таких как масштабная модель Уинчестерского собора, большинство моделей являются концептами. Они, в основном, предназначены для того, чтобы быть моделями реального положения дел в мире. Ценность модели обычно прямо пропорциональна тому, насколько хорошо она соответствует прошлому, настоящему, будущему, реальному или потенциальному положению вещей. В искусственном интеллекте концептуальные модели и концептуальные графы используются для построения экспертных систем и систем, основанных на знаниях; здесь аналитики заинтересованы в представлении экспертного мнения, а не их собственных идей о том, что является истинным.

### Виды и область применения концептуальных моделей
Концептуальные модели варьируются по типу от более конкретных, таких как ментальный образ знакомого физического объекта, до формальной абстракции и обобщения математических моделей, которые не представляются уму в виде образа. Концептуальные модели также варьируются в зависимости от объема предмета, который они представляют. Модель может, представлять одну вещь (например, статую Свободы), целые классы вещей (например, электрон) и даже очень обширные области предметной материи, такие как физическая вселенная. Разнообразие и объем концептуальных моделей обусловлены разнообразием целей, которые преследуют люди, использующие их.
Концептуальное моделирование — это деятельность по формальному описанию некоторых аспектов окружающего нас физического и социального мира в целях понимания и коммуникации.

### Фундаментальные цели
Основная задача концептуальной модели — передать фундаментальные принципы и основные функциональные возможности системы, которую она представляет. Кроме того, концептуальная модель должна быть разработана таким образом, чтобы обеспечить легко понятную системную интерпретацию для пользователей модели. Концептуальная модель, если она реализуется должным образом, должна удовлетворять четырем основным целям.
1. Улучшение понимания индивидом репрезентативной системы
2. Содействие эффективной передаче деталей системы между заинтересованными сторонами
3. Предоставление разработчикам систем точки отсчета для извлечения спецификаций системы
4. Документация системы для дальнейшего использования и обеспечение средств для сотрудничества

Концептуальная модель играет важную роль в общем жизненном цикле развития системы. Очевидно, что если концептуальная модель не будет полностью разработана, то реализация фундаментальных свойств системы может не быть реализована должным образом, что приведет к будущим проблемам или недостаткам системы. Эти сбои действительно происходят в отрасли и были связаны с отсутствием пользовательского ввода, неполными, неясными или меняющимися требованиями. Эти слабые звенья в процессе проектирования и разработки системы могут быть прослежены до неправильного выполнения фундаментальных задач концептуального моделирования. Важность концептуального моделирования очевидна, когда такие системные сбои смягчаются тщательной разработкой системы и соблюдением проверенных целей/методов развития.

## Методы моделирования
Поскольку системы становятся все более сложными, роль концептуального моделирования резко возросла. При таком расширенном присутствии реализуется эффективность концептуального моделирования при захвате основ системы. Основываясь на этой реализации, были созданы многочисленные методы концептуального моделирования. Эти методы могут быть применены в различных дисциплинах для улучшения понимания пользователем моделируемой системы. Широко используемые методы и приемы концептуального моделирования включают в себя моделирование рабочих процессов, моделирование рабочей силы, быструю разработку приложений, объектно-ролевое моделирование и унифицированный язык моделирования (UML).

### Моделирование потока данных
Моделирование потоков данных (DFM) — это базовый метод концептуального моделирования, который графически представляет элементы системы. Это довольно простой метод, однако, как и многие методы концептуального моделирования, можно построить репрезентативные диаграммы более высокого и более низкого уровня. Диаграмма потока данных обычно не передает сложных системных деталей, таких как соображения параллельной разработки или информация о времени, а скорее работает над приведением основных системных функций в контекст. Моделирование потоков данных — это основной способ разработки систем, использующих метод структурированного системного анализа и проектирования (SSADM).

### Моделирование сущностных отношений
Моделирование сущностных отношений (ERM) — это метод концептуального моделирования, используемый в основном для представления программных систем. Диаграммы сущностных отношений, которые являются продуктом выполнения метода ERM, обычно используются для представления моделей баз данных и информационных систем. Основными компонентами диаграммы являются сущности и отношения. Сущности могут представлять собой независимые функции, объекты или события. Отношения ответственны за связь сущностей друг с другом. Чтобы сформировать системный процесс, отношения объединяются с сущностями и любыми атрибутами, необходимыми для дальнейшего описания процесса. Для этой техники существует несколько схематических соглашений: IDEF1X, Bachman и EXPRESS. Эти соглашения — просто разные способы просмотра и организации данных для представления различных аспектов системы.

### Событийная цепочка процессов
Событийная цепочка процессов (EPC) — это метод концептуального моделирования, который в основном используется для систематического улучшения потоков бизнес-процессов. Как и большинство методов концептуального моделирования, цепочка процессов, управляемых событиями, состоит из сущностей/элементов и функций, которые позволяют разрабатывать и обрабатывать отношения. Более конкретно, EPC состоит из событий, которые определяют, в каком состоянии находится процесс или правила, по которым он работает. Для прогресса, функция или активное событие должны быть завершены. В зависимости от потока процесса функция имеет возможность преобразовывать состояния событий или связываться с другими цепочками процессов, управляемых событиями. В рамках EPC существуют другие элементы, которые определяют, как и по каким правилам работает система. Метод EPC может быть применен к бизнес-практикам, таким как планирование ресурсов, совершенствование процессов и логистика.

### Разработка динамических систем
Метод разработки динамических систем, основанный на концепции быстрой разработки приложений, использует специфический процесс, называемый JEFFF, для концептуального моделирования жизненного цикла системы. Он предназначен для того, чтобы больше сосредоточиться на планировании развития более высокого уровня, который опережает инициализацию проекта. Процесс JAD требует проведения серии семинаров, в ходе которых участники работают над выявлением, определением и общей картиной успешного проекта от начала до завершения. Было обнаружено, что этот метод не очень хорошо работает для крупномасштабных приложений, однако более мелкие приложения обычно сообщают о чистом выигрыше в эффективности.

### Переходная сеть
Также известная как сеть Петри, этот метод концептуального моделирования позволяет построить систему с элементами, которые могут быть описаны прямыми математическими методами. Сеть Петри, благодаря своим недетерминированным свойствам выполнения и хорошо определенной математической теории, является полезным методом для моделирования параллельного поведения системы, то есть одновременного выполнения нескольких процессов.

### Моделирование переходов состояний
Моделирование переходов состояний использует диаграммы переходов состояний для описания поведения системы. Эти диаграммы переходов состояний используют различные состояния для определения поведения и изменений системы. Большинство современных инструментов моделирования имеют возможность моделирования перехода состояний. Использование моделей перехода состояний может быть наиболее легко распознано как логические диаграммы состояний и направленные графики для конечных автоматов.

### Учет влияющих факторов
Некоторые исследователи признают основные моменты, которые следует учитывать при изучении влияющих факторов: содержание, которое должна представлять концептуальная модель, метод, в котором будет представлена модель, характеристики пользователей модели и специфическая задача языков концептуальной модели. Содержание концептуальной модели должно быть рассмотрено для того, чтобы выбрать метод, который позволил бы представить соответствующую информацию. Метод представления для целей отбора будет сосредоточен на способности метода представлять модель на предполагаемом уровне глубины и детализации. Важным аспектом, который следует учитывать, являются характеристики пользователей или участников модели. Предыстория и опыт участника должны соответствовать сложности концептуальной модели, иначе искажение системы или непонимание ключевых системных концепций может привести к проблемам в реализации этой системы. Задача языка концептуальной модели в дальнейшем позволит выбрать соответствующую методику. Разница между созданием концептуальной модели системы для передачи функциональности системы и созданием концептуальной модели системы для интерпретации этой функциональности может включать два совершенно разных типа языков концептуального моделирования.

### Рассмотрение затронутых переменных
Исследователи Гемино и Уонд продолжают расширять содержание затрагиваемых переменных предложенной ими структуры, рассматривая фокус наблюдения и критерий сравнения. В центре внимания наблюдения находится вопрос о том, создаст ли метод концептуального моделирования «новый продукт», или же этот метод приведет лишь к более глубокому пониманию моделируемой системы. Критерием для сравнения будет взвешивание способности метода концептуального моделирования быть эффективным или результативным. Метод концептуального моделирования, позволяющий разработать модель системы, учитывающую все системные переменные на высоком уровне, может сделать процесс понимания функциональности системы более эффективным, но если методу не хватает необходимой информации для объяснения внутренних процессов, это делает модель менее эффективной. Понимание области применения концептуальных моделей приведет к более обоснованному выбору метода, который должным образом учитывает эту конкретную модель. Таким образом, при выборе методов моделирования ответы на следующие вопросы позволят обратиться к некоторым важным концепциям моделирования.
1. Какое содержание будет представлять концептуальная модель?
2. Как будет представлена концептуальная модель?
3. Кто будет использовать концептуальную модель или участвовать в ней?
4. Как концептуальная модель будет описывать систему?
5. Что такое концептуальные модели фокуса наблюдения?
6. Будет ли концептуальная модель эффективной или результативной в описании системы?

Еще одной функцией концептуальной модели моделирования является обеспечение рациональной и фактической основы для оценки целесообразности применения моделирования.

## Модели в архитектуре систем
Системная модель — это концептуальная модель, которая описывает и представляет структуру, поведение и другие представления системы. Модель системы может отображать несколько представлений системы, используя два различных подхода: неархитектурный и архитектурный. Неархитектурный подход соответственно выбирает модель для каждого вида. Архитектурный подход, также известный как архитектура системы, вместо выбора множества разнородных и несвязанных моделей будет использовать только одну интегрированную модель.

### Моделирование бизнес-процессов
При моделировании бизнес-процессов модели являются основными понятиями в области проектирования технологических процессов. Модели процесса:
- Процессы одинаковой природы, которые классифицируются вместе в модели.

- Описание процесса на уровне типа.

- Поскольку модель процесса находится на уровне типа, процесс является ее экземпляром.

Одна и та же модель процесса многократно используется для разработки многих приложений и, таким образом, имеет множество экземпляров. Одно из возможных применений модели процесса состоит в том, чтобы предписать, как вещи должны/должны/могли бы быть сделаны в отличие от самого процесса, который действительно происходит. Модель процесса — это предвидение того, как этот процесс будет выглядеть. Каким должен быть этот процесс, будет определено в ходе фактического развития системы.

### Модели в проектировании информационных систем

#### Концептуальные модели систем жизнедеятельности человека
Концептуальные модели систем человеческой деятельности используются в методологии лёгких систем, которая представляет собой метод системного анализа, связанный со структурированием проблем управления. Эти модели являются моделями понятий; авторы специально заявляют, что они не предназначены для представления состояния дел в физическом мире. Они также используются в анализе информационных требований (IRA), разработанным для проектирования информационных систем и разработки программного обеспечения.

#### Логико-лингвистические модели
Логико-лингвистическое моделирование — это еще один способ представления объектов, использующий концептуальные модели. Этот метод объединяет модели понятий с моделями предполагаемых объектов и событий реального мира. Это графическое представление модальной логики, в котором модальные операторы используются для различения высказываний о понятиях от высказываний об объектах и событиях реального мира.

#### Модель сущностных отношений
В программной инженерии модель сущностных отношений (ER-модель) представляет собой абстрактное и концептуальное представление данных. Моделирование сущностных отношений — это метод моделирования баз данных, используемый для создания типа концептуальной схемы или семантической модели данных системы, часто реляционной базы данных, и ее вертикальной структуры. Диаграммы, созданные этим процессом, называются диаграммами сущностей-отношений или ER-диаграммами. Модели сущностных отношений нашли широкое применение при построении информационных систем, предназначенных для поддержки деятельности, связанной с объектами и событиями в реальном мире. В этих случаях они являются концептуальными моделями. Однако этот метод моделирования может быть использован для создания компьютерных игр или генеалогического древа греческих богов, в этих случаях он будет использоваться для моделирования концепций.

#### Модель предметной области
Модель предметной области — это тип концептуальной модели, используемый для описания структурных элементов и их концептуальных ограничений в интересующей области (иногда называемой проблемной областью). Модель предметной области включает в себя различные сущности, их атрибуты и отношения, а также ограничения, определяющие концептуальную целостность элементов структурной модели, составляющих эту проблемную область. Подобно моделям сущностных отношений, модели предметной области могут использоваться для моделирования концепций или для моделирования объектов и событий реального мира.

## Концептуальная модель в инженерной психологии
Понятие «концептуальная модель» предложил английский психолог А. Т. Велфорд (A. T. Welford) в 1961 г. на XIV Международном конгрессе по прикладной психологии. Концептуальная модель раскрывается как глобальный образ, формирующийся в голове оператора. В понимании А. Т. Велфорда концептуальная модель дает оператору в человеко-машинной системе управления целостную картину и поэтому обеспечивает возможность соотносить разные части процесса с целым, а соответственно, и действовать эффективно.
В отечественной психологии понятие концептуальная модель активно используется в работах В. П. Зинченко с коллегами, начиная с 1970 г. Под концептуальной моделью понимают некоторый комплексный динамический образ объекта управления, в котором отражается заданная динамика объекта, номинальная структура процесса. Эта психическая (концептуальная) модель включает жизненный опыт человека и знания, полученные при специальном обучении, а также сведения, поступающие в процессе управления. В дальнейшем А. А. Крылов концептуальную модель рассматривает уже как образно-понятийную модель деятельности, а А. И. Галактионов показал, что концептуальная модель имеет иерархическое строение.
Понятие концептуальная модель, изначально применяемое в инженерной психологии и эргономике при изучении деятельности операторов в человеко-машинных (человеко-технических) системах управления сложными техническими объектами, тесно связано с понятием информационная модель.
Под информационной моделью в инженерной психологии понимается «организованная по определённым правилам совокупность информации об объекте управления, самом техническом устройстве и внешней среде». В простейшем случае информационная модель формируется в виде комплекса средств отображения информации (интерфейса пользователя) на рабочем месте оператора.
На основе восприятия информационной модели у человека-оператора формируется оперативный образ реальной обстановки, являющийся одной из составляющих внутренней (психической) концептуальной модели деятельности.
В современном понимании понятие концептуальная (психическая) модель — означает систему представлений оператора (а в общем случае — специалиста) о способах его деятельности, о состоянии предмета деятельности (или управления) и способах воздействия на него.
Понятие концептуальная модель изначально применялось в инженерной психологии и эргономике, а в дальнейшем её применение было расширено на область психологи труда, изучающую профессиональную деятельность и становление профессионализма человека.

## Концептуальная модель в психологии труда и профессиональной деятельности
В новой технической и информационной реальности многие виды профессиональной деятельности приобретают черты операторской: деятельность специалистов опосредуется комплексом технических и информационных устройств. Поэтому понятие «концептуальная модель», использовавшееся изначально в инженерной психологии, получило распространение в психологии труда при изучении различных видов профессиональной деятельности и профессионализма человека.
Под концептуальной моделью применительно к профессиональной деятельности понимается внутренняя, психическая образно-понятийно-действенная модель. Концептуальная модель профессиональной деятельности представляет собой психическое образование — своеобразный внутренний мир человека-деятеля, который базируется на большом количестве информации о профессиональной среде, о предмете труда, о целях, средствах и способах деятельности. При таком понимании, согласно Г. В. Суходольскому, концептуальная модель является основным внутренним средством деятельности профессионала, создаваемым в процессе его профессионального обучения и тренировки. А. А. Обознов связывает содержание концептуальной модели модели со систематизированными знаниями, которые необходимы специалисту для ориентирования в процессах, протекающих в технологических комплексах.